# Cessna Citation X
Cessna Citation X – samolot biznesowy dalekiego zasięgu. 

## Historia
Stanowi część rodziny samolotów Cessna Citation, jest jednym z największych modeli samolotów firmy Cessna. Została dopuszczona do użytkowania w 1996 r. Citation X osiąga prędkość maksymalną 0,92 macha (1127) km/h i jest najszybszym samolotem pasażerskim będącym w użyciu. 
W 2012 oblatano zmodernizowaną wersję, certyfikowaną w 2013, wydłużoną o 38 cm z silnikami Rolls-Royce AE3007C2 o ciągu 31,29 kN (poprzednie wersje C: 28,66 kN, C1: 30,09 kN) ze sterowaniem FADEC, wingletami i awioniką Garmin G5000 (zastąpiła Honeywell 2000/Elite). Prędkość samolotu wzrosła do 0,935 macha, udźwig wzrósł o 97 kg do 1140 kg, a prędkość przelotowa o 37km/h do 976 km/h.